# Communay
Communay é uma comuna francesa na região administrativa de Auvérnia-Ródano-Alpes, no departamento de Ródano. Estende-se por uma área de 10,54 km². Em 2010 a comuna tinha 4 303 habitantes (densidade: 408,3 hab./km²).